# Lothar Wesseler
Lothar Wesseler (* 21. Januar 1954) ist ein ehemaliger deutscher Fußballspieler. In der Saison 1973/74 absolvierte der Stürmer für den SC Fortuna Köln in der Fußball-Bundesliga 17 Spiele und erzielte vier Tore.

## Karriere
Der 18-jährige Wesseler kam zur Saison 1972/73 vom SV Rotthausen in die Fußball-Regionalliga West zu Eintracht Gelsenkirchen. Am ersten Spieltag, den 30. Juli 1972, debütierte er unter Trainer Heinz Murach beim 2:2-Auswärtsremis gegen Borussia Dortmund in der Regionalliga West. An der Seite von Günter Thon und Günter Pangerl absolvierte das Offensivtalent 29 Spiele und erzielte sieben Tore. Vizemeister und Bundesligaaufsteiger Fortuna Köln verpflichtete den Angreifer nach nur einer Saison Regionalliga West für die Bundesligasaison 1973/74. Sein erstes Spiel in der Bundesliga absolvierte Wesseler am 17. Spieltag, beim 2:1-Heimsieg gegen Kickers Offenbach. Die Elf von Präsident Hans Löring war im Angriff mit Helmut Bergfelder, Wesseler und Rolf Kucharski aufgelaufen. Anschließend stand Wesseler in 16 von 17 Spielen der restlichen Saison in der Startformation. Am Saisonende stand Wesseler mit der Fortuna, die in der Saison zweimal den Trainer gewechselt hatte – anfänglich war Volker Kottmann, dann Jean Löring und zum Schluss Willi Holdorf Trainer des Aufsteigers –, auf dem vorletzten Tabellenplatz und stieg punktgleich mit dem Wuppertaler SV in die 2. Bundesliga ab. Bis zur Saison 1977/78 blieb Wesseler der Fortuna treu und spielte mit ihr in der Nordstaffel, der 2. Bundesliga. Er kam für Köln auf insgesamt 86 Zweitligaspiele mit 14 Toren. Im September 1978 stand er vor einem Wechsel zum FC St. Pauli, aufgrund finanzieller Schwierigkeiten der Hamburger verweigerte der Ligaausschuss diesem Transfer jedoch die Zustimmung. In der Winterwechselperiode ging er zum Januar 1979 in die Südstaffel zu Wormatia Worms.
Von Worms waren im Dezember 1978 Trainer Eckhard Krautzun und Torhüter Thomas Zander zum TSV München 1860 gewechselt. Zusätzlich schloss sich Torjäger Werner Seubert – er hatte in 18 Spielen 19 Tore für die Wormatia erzielt – Wacker Innsbruck in Österreich an. An der Seite der Mitspieler Hans Wulf (Torhüter), Egon Bihn, Gerd Dier, Walfried Günther, Peter Klag, Horst Raubold, Heiner Schmieh, Hans-Dieter Seelmann, Dragoslav Stepanović und Helmut Zahn bestritt der Mann aus Köln in der Rückrunde für Worms 17 Ligaspiele und erzielte acht Tore. Die Wormatia belegte unter den Krautzun-Nachfolgern Arkoc Özcan (bis 4/79) und Bernd Fischer hinter Meister 1860 München und Vize SpVgg Bayreuth, den dritten Rang. In seiner zweiten Saison in Worms, 1979/80, erzielte Wesseler in 36 Spielen 15 Tore, die Wormatia rutschte aber in das Mittelfeld auf den zehn Platz ab. Nach zwei Jahren mit 53 Spielen in der 2. Bundesliga mit 23 Toren wechselte er 1980 für zwei weitere Jahre zum Bundesligaabsteiger Hertha BSC.
An der Spree kam er mit der Hertha 1981 unter Trainer Uwe Klimaschefski auf dritten Rang, wobei er in 40 Spielen zehn Treffer an der Seite der Torjäger Werner Killmaier (36) und Thomas Remark (22) erzielt hatte. In seinem zweiten Jahr, 1981/82, schaffte die Hertha mit der Vizemeisterschaft die Bundesligarückkehr. Trainersenior Georg Gawliczek hatte im Dezember 1981 Klimaschefski abgelöst und Wesseler hatte in 34 Spielen neun Tore erzielt. Nach dem Aufstieg wurde aber sein Vertrag nicht verlängert und für Wesseler folgte ein Jahr beim 1. FC Saarbrücken in der 2. Bundesliga, wo er aber durch Verletzungsfolgen nur ein Ligaspiel bestreiten konnte und seine Laufbahn als Lizenzspieler endete.